# Cerkev sv. Kancijana (Britof, Ukanje)
Cerkev sv. Kancijana v Britofu pri Ukanju (podružnica Župnije Marijino Celje), je od Kanala ob Soči oddaljena trinajst kilometrov in stoji na levem bregu hudourniške reke Idrije, na griču v zaselku Britof. 

## Zgodovina
Cerkev sv. Kancijana je v vizitacijskem zapisniku Bartolomea Porcie prvič zapisana leta 1570 a ne podrobno opisana. Na začetku je sodila v župnijo Kanal, danes pa v župnijo Marijino Celje, katere romarska cerkev stoji v Ligu. Na vogalu prezbiterija je vpisana letnica 1504, na poznogotskem portalu pa vklesana letnica 1505. Cerkev je bila ob izgradnji tudi poslikana in nekoliko kasneje tudi opremljena.
Verjetno v 17. stoletju so prizidali zakristijo in zvončnico (preprosta oblika zvonika) ter vhodno lopo. Postavili so tudi nov oltar. Taka je cerkev še danes.

## Opis
Cerkev predstavlja poznogotsko arhitekturo. Njena posebnost je obočna shema, ki je edina te vrste v Sloveniji.
Najstarejši del predstavlja vzdolžna ladja s šilastim slavolokom, geometričnima kapiteloma, ki ločuje prezbiterij s triosminskim sklepom. Prezbiterij ima tudi talni zidec in horizontalni venec, nad katerim so tri dvodelna okna s krogovičjem. Ladjo je prvotno prekrival raven lesen in poslikan strop, ki je bil kasneje nadomeščen z ostrešjem, ki je danes vidno. Prezbiterij ima gotski obok z zvezdasto-mrežastimi rebri, ki slonijo na poligonalnih služnikih, ki imajo baze in kapitele. Ob slavoloku so konzole, pri čemer ima severna ščitek. Sklepniki na stiku reber so poslikani in v obliki tri- ali štirilistov ali ščitkov. Na enem od teh je grb družine Ungerspach z Vogrskega. Na notranji strani slavoloka je na dveh mestih vklesan mojstrski znak. Enak je tudi na portalu.
Portal sodi med t. i. paličaste portale (Stabportal), ki so bili značilni ob koncu 15. stoletja.
Cerkev je bila obnovljena leta 1966. Kot sakralna stavbna dediščina je od 28. avgusta 1985 razglašena za spomenik lokalnega pomena.

## Oprema
Najpomembnejši okras cerkve je poznogotski krilni oltar sv. Kancijana (triptih), katerega nastanek postavljajo v leta okrog 1530. Je eden redkih srednjeveških krilnih oltarjev v Sloveniji. Prvotno je bil to glavni oltar v cerkvi, ki so ga okoli leta 1690 nadomestili z velikim zlatim baročnim oltarjem, manjšega pa prestavili ob slavoločno steno.
Krilni oltar sestavljajo: skrinja s tremi svetniki (sv. Kancijan, sv. Simon in sv. Juda Tadej), podstavek na katerem je naslikan Bog Oče, iz starih fotografij je razvidno, da je imel tudi krono, morda tudi kip Trpečega Kristusa; ko je oltar zaprt se vidi naslikano Marijino oznanjenje z angelom na eni strani in Marijo ob molilnem pultu na drugi strani. Oltar je verjetno nastal pod vplivom južno tirolske oziroma furlanske umetnosti. Ker se skrinja s podstavkom slogovno ne sklada s kipi domnevajo, da je bila narejena kasneje. Podobno velja za reliefa na krilih. Marija oznanjenja je kopirana po lesorezu Albrechta Dürerja iz Malega pasijona.
Krilni oltar je bil temeljito restavriran v ateljeju Restavratorskega centra. Trenutno se nahaja v Narodni galeriji v Ljubljani, v cerkvi pa se od leta 2005 nahaja njegova kopija.
Tudi veliki baročni oltar je bil že deležen obnove. O njem pravi umetnostni zgodovinar Marijan Zadnikar, da je »eden najučinkovitejših« v svoji vrsti.
- Zvončnica in zunanja lopa
- Prezbiterij z baročnim velikim oltarjem
- Poznogotski krilni oltar
- Pogled na slavolok s freskami, levo zgoraj ostanek prvotnega lesenega stropa